# Turystyka w Czadzie

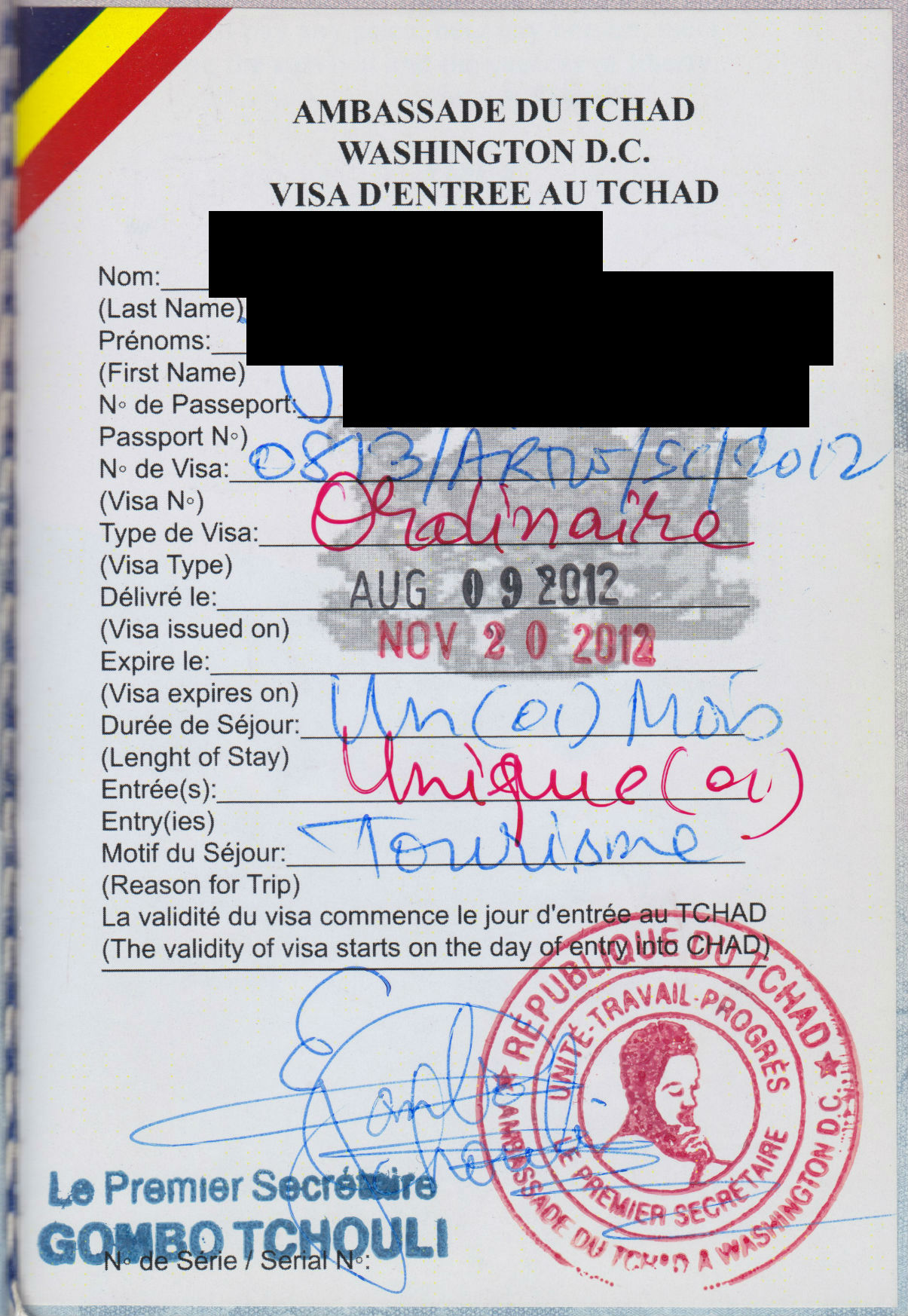
Aby móc podróżować do Czadu, trzeba posiadać ważną i zapieczętowaną wizę

Turystyka w Czadzie jest stosunkowo niewielkim działem gospodarki. Większość podróżników przyciąga kwestia myślistwa w Czadzie i jego Park Narodowy Zakouma.

## Warunki

### Wizy i podstawowe informacje
Turyści muszą mieć ważne paszporty i wizy, a także dowody szczepienia na żółtą gorączkę. Wizy pobytowe i tranzytowe obywatele mogą otrzymać w placówkach dyplomatycznych i konsularnych Czadu. Ważność paszportu przy wjeździe musi być dłuższa niż okres ważności wizy. Po przekroczeniu granicy Czadu podróżni są zobowiązani do dopełnienia formalności meldunkowych w ciągu 72 godzin.
W 2000 roku w kraju było około 43 000 turystów. Czad miał w tym roku 677 pokoi hotelowych z 1250 łóżkami. W 2002 roku Departament Stanu USA oszacował średni dzienny koszt pobytu w Ndżamenie na około 239 USD. W porównaniu z mniej niż 50 dolarami w innych częściach kraju

### Atrakcje
Główną atrakcją Czadu jest zdecydowanie Park Narodowy Zakouma, gdzie oglądać można zwierzęta w naturalnych warunkach oraz rzadkie okazy roślin. W stolicy kraju znajdują się również muzeum narodowe, rondo im. de Gaulle’a, narodowe kino oraz katedra chrześcijańska (Archikatedra Najświętszej Marii Panny w Ndżamenie). Kolejnym ważnym miastem z punktu turystyki jest Fada, plasują się tam naturalne góry i szlaki wspinaczkowe oraz naturalny rezerwat wielbłądów. Podróżni mają również okazje wypłynąć łódką na jezioro Czad.

### Obiekty z listy UNESCO
Na terenie Czadu znajdują się dwa obiekty wpisane na światową listę UNESCO. Są nimi Ennedi oraz Jeziora Ouniaga.